# 临沂地区
临沂专区，中华人民共和国山东省已撤消的专区，在今山东省中南部。
1950年5月，由原鲁中南行政区之滨海、台枣2专区析置。专员公署驻临沂县（今临沂市）。辖原滨海专区所属新海连市及临沂、临沭、赣榆（原竹庭县）、东海、郯城5县和原属台枣专区的邳县、兰陵、苍山、费县等4县。同年，撤销东海县，并入新海连市。临沂专区辖1市、8县。
1950年12月，恢复东海县，县治东石榴树村。
1952年，将新海连市及赣榆、东海、邳县3县划归江苏省徐州专区。
1953年7月，撤销沂水专区，其属地除日照县外和滕县专区的平邑县划入临沂专区。临沂专区辖沂水、沂南、沂源、莒沂、蒙阴、莒县、平邑9县。
1956年，胶州专区所属的日照县划入。
1958年，撤销临沂县，改设临沂市；撤销临沭县，并入临沂、莒南、郯城3县；撤销沂南县，并入临沂市和沂水、莒县、蒙阴3县。专区辖1市、10县
1961年，临沂专区辖临沂、郯城县、苍山县、临沭县、莒南县、沂南县、沂水县、沂源县、蒙阴县、平邑县、费县、日照县、莒县1市、13县。
1967年，撤销临沂专区，改置临沂地区。
1985年，日照县改为县级日照市。
1989年，所辖日照市升格为地级市后析出。同年，沂源县划归淄博市。
1992年，莒县划归日照市。
1994年，撤销临沂地区和县级临沂市，设立地级临沂市。